# Xiphactinus
Xiphactinus (van Grieks: grote zwaardvis; junior synoniem: Portheus) is een geslacht van uitgestorven straalvinnige beenvissen uit het Laat-Krijt (93-63 miljoen jaar geleden). Xiphactinus was een predator die in de pelagische zone leefde. Van Xiphactinus zijn fossielen gevonden in Noord-Amerika, Europa en Australië. De vis leefde in de ondiepe zeeën die in het Krijt grote delen van deze continenten bedekten, zoals de Western Interior Seaway ten oosten van de Noord-Amerikaanse Cordillera.

## Paleobiologie
Xiphactinus was een krachtige predator met een lengte van vier tot zes meter. Dankzij een gespierde staartvin kon de vis een snelheid van 60 km/h bereiken. De onderkaak is zo gevormd dat de bek wijd opengesperd kon worden om grote prooien te kunnen vangen. Xiphactinus onderscheidt zich van andere beenvissen met name door de bouw van het skelet van de staartvin en een botje onder in de neus, dat 'ethmopalatinum' genoemd wordt.
Meerdere malen zijn fossielen gevonden met resten van nog niet verteerde of halfverteerde grote prooien in de maag. In één zo'n fossiel is een vrijwel intact exemplaar van de 2 meter lange vis Gillicus arcuatus in de maag aangetroffen. Mogelijk overleed het dier doordat de prooi zo hevig spartelde dat inwendig letsel werd veroorzaakt. In een ander geval werd in de maag van een Xiphactinus een deel van de flipper van een mosasauriër aangetroffen.
Er is weinig bekend over de larven en juveniele levensfase. Het kleinste fossiel bestaat uit een premaxilla, tanden en onderkaak van een individu dat ongeveer 30 cm lang moet zijn geweest. Het behoort tot de soort X. audax.
Een dode of gewonde Xiphactinus was op zijn beurt waarschijnlijk meestal een prooi voor haaien als Cretoxyrhina of Squalicorax. Overblijfselen van Xiphactinus zijn in de maag van fossielen van Cretoxyrhina aangetroffen.
Net als andere leden van de familie Ichthyodectidae stierf Xiphactinus uit aan het einde van het Krijt, mogelijk als gevolg van het verdwijnen van ondiepe zeeën door het dalen van de zeespiegel.

## Paleontologie

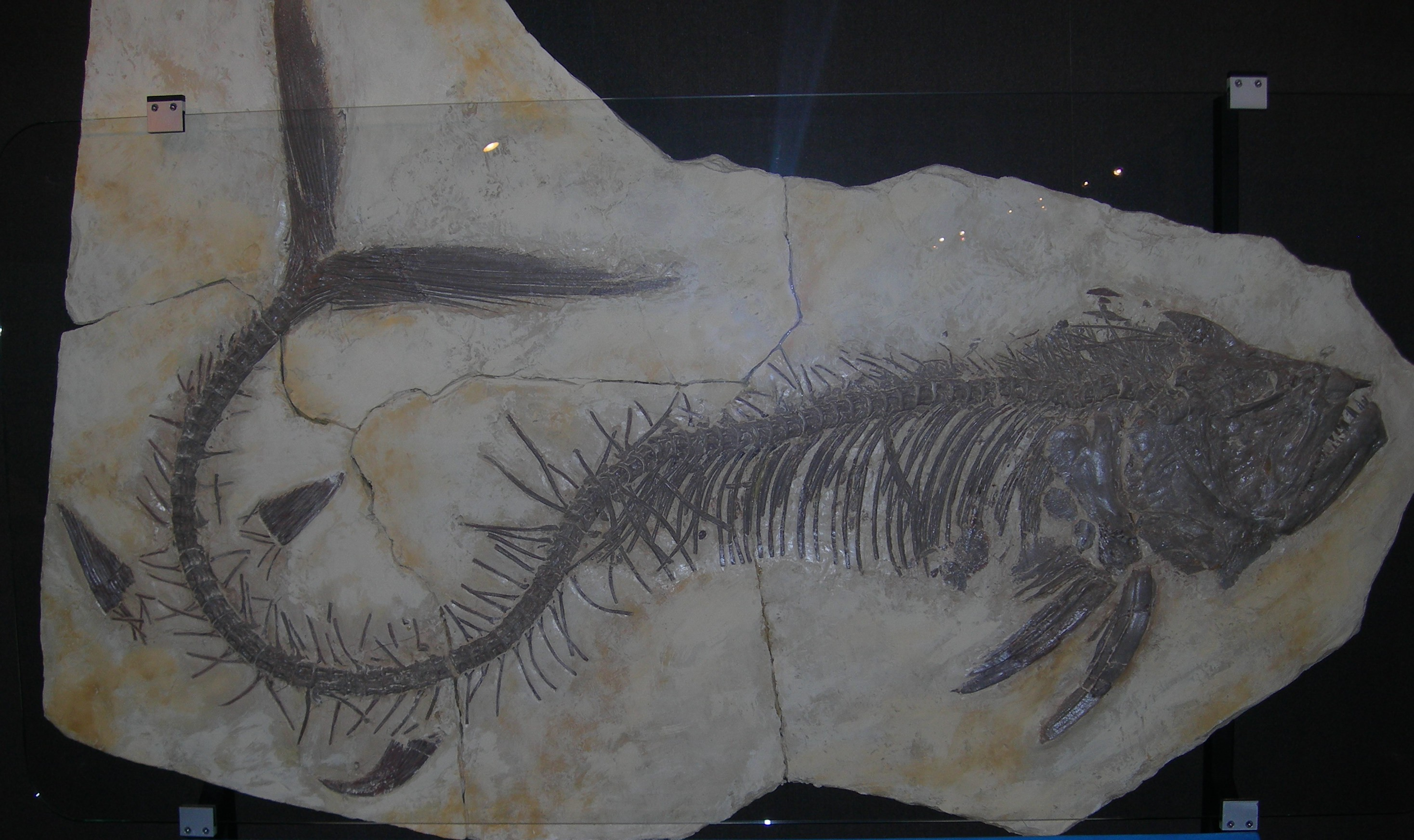
Fossiel van Xiphactinus audax, Muséum d'Histoire naturelle de Genève.

Verreweg de meeste fossielen van Xiphactinus zijn gevonden in de Verenigde Staten (met name in de staten Kansas, Alabama en Georgia). Het eerste fossiel werd in 1856 beschreven door Joseph Leidy, die het de naam Polygonodon vetus gaf. Een grote hoeveelheid nieuwe vondsten, onder andere door de paleontoloog George F. Sternberg, zorgde voor meer informatie. Een aantal jaren later kwam Leidy tot het inzicht met meerdere geslachten te maken te hebben, waarvan hij er een Xiphactinus noemde.
Fossielen zijn ook gevonden in Canada, Australië en Europa. In 2002 werd bij Borohrádek in Tsjechië een deel van een schedel van Xiphactinus gevonden. Mogelijk betreft het een nieuwe soort.